# Esame delle urine
L'esame delle urine è un insieme di esami di laboratorio che consente di analizzare le caratteristiche chimiche e fisiche delle urine e del relativo sedimento. Esso permette di individuare o sospettare condizioni patologiche dei reni o delle vie urinarie, oltre che diverse malattie sistemiche; sulle urine è inoltre possibile ricercare tracce di sostanze tossiche o di farmaci assunti di recente. È un esame di routine da eseguire fra quelli pre-operatori o in un ricovero ospedaliero.
Nell'analisi delle urine vanno considerati diversi componenti, molti dei quali sono analizzati tramite l'utilizzo di strisce reattive (dipstick), seguiti, se necessario, dall'osservazione al microscopio.

## Prelievo
A seconda del tipo di esame delle urine si deve raccogliere l'urina in modo differente:
1. Urine del mattino, urinocoltura e urina causale: Il prelievo del campione va realizzato raccogliendo il mitto intermedio (scartando la parte iniziale e finale della minzione) in un contenitore sterile preferibilmente con sonda integrata nel tappo. Lo scarto iniziale è necessario per pulire l'uretra dal mitto precedente e da eventuali batteri che potrebbero contaminare il campione, mentre il mitto finale può essere più concentrato e ricco d'impurità date dal residuo presente in vescica.
2. Urine delle 24 ore: si inizia la raccolta al mattino, scartando la prima minzione e termina con la raccolta della prima minzione del mattino seguente, bisogna miscelare tutta l'urina raccolta in modo da omogeneizzarlo ed eseguire il prelievo.

## Descrizione
L'esame delle urine è diviso in tre parti:
1. Esame fisico
2. Esame chimico
3. Esame microscopico del sedimento urinario

### Esame fisico
L'esame fisico consiste nel rilevare colore ed aspetto del liquido fisiologico in esame. Questo esame dà un giudizio preliminare sulle urine: l'aspetto, il colore, il sedimento e il peso specifico sono importanti indizi diagnostici.
La prima operazione consiste nel rimescolare il campione per renderlo omogeneo.
Si osserva l'urina per apprezzare il suo aspetto che può essere limpido, opalescente (presenza di lipidi) o torbido(presenza di batteri, sangue o alterazioni del pH) quindi si rileva il colore che può variare in diverse sfumature di giallo che vanno dal giallo pallido al giallo bruno. Per semplicità si distinguono in tre tinte:
- Vogel 1 (urine gialle, giallo pallido, giallo chiaro)
- Vogel 2 (urine giallastre, rossastre, rosse)
- Vogel 3 (urine rosso brunastre, brune)

L'aspetto è relativo alla quantità di particelle sospese, il colore varia in condizioni fisiologiche in relazione alla quantità prodotta ed in condizioni patologiche in base alla presenza di bilirubina, sangue ecc...
Ha perso di interesse l'analisi dell'odore, ma ancora viene utilizzato per la valutazione della presenza di chetonuria.
La densità delle urine è espressa dal loro peso specifico, che dipende dalla quantità relativa di acqua contenuta e dal tipo di soluti disciolti. I valori normali oscillano tra 1017 e 1025.

### Esame chimico

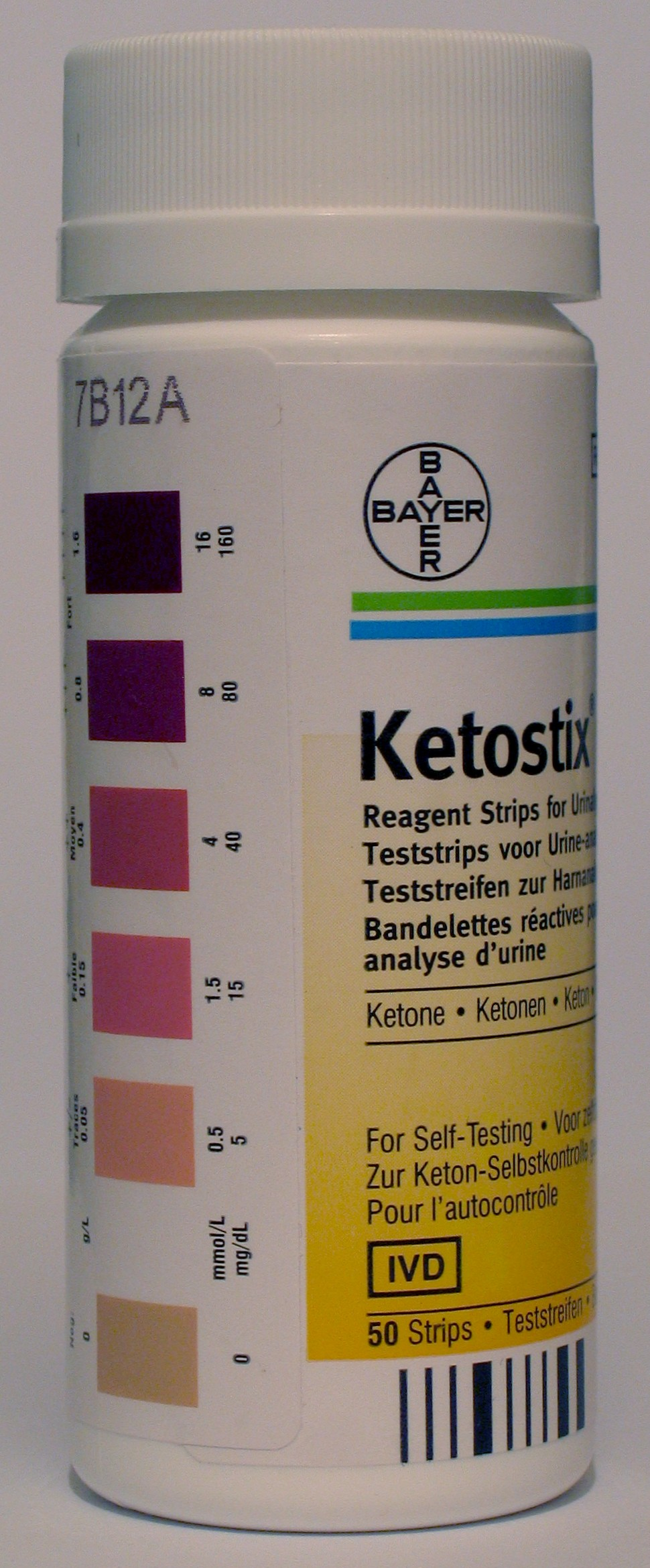
Strisce reagenti per l'esame chimico delle urine

L'esame chimico ha la funzione di rilevare ed eventualmente quantificare le principali sostanze presenti nelle urine in condizioni fisiologiche e patologiche. Viene effettuato o con strumenti in grado di effettuare l'analisi della frazione corpuscolata delle urine con metodo citofluorimetrico o ponendo 10 ml di urina ben mescolata in una provetta in cui sarà immerso per alcuni secondi un multistick che presenta una serie di tamponcini reattivi che varieranno il loro colore in base alla presenza e alla quantità delle sostanze ricercate.
Tra queste normalmente vengono ricercate:

#### Esterasi leucocitaria
È un enzima che viene prodotto dai leucociti, quando vi sono batteri nelle urine. È un test molto sensibile, perciò sono rari i falsi negativi: se il test fosse positivo è necessario proseguire le indagini con una urinocoltura.

#### Glucosio
Normalmente assente. La presenza di glucosio nelle urine indica che si è superata la "soglia renale" per questo composto, cioè che la quantità di tale sostanza nel sangue è superiore alla capacità del tubulo renale di riassorbirla. In condizioni fisiologiche, la soglia di riassorbimento tubulare del glucosio è di circa 180 mg/dl. Il glucosio che non riesce ad essere riassorbito completamente dai reni finisce nelle urine. Questa situazione può verificarsi in condizioni patologiche che determinano un aumento del glucosio nel sangue, come il diabete mellito, o in caso di diminuita capacità di riassorbimento tubulare, come ad esempio nel diabete renale.

#### Proteine
Normalmente assenti o comunque non dosabili. La presenza di proteine dosabili nel semplice esame delle urine richiede esami più approfonditi per escludere il sospetto di malattie dei reni o delle vie urinarie, poiché normalmente la membrana di filtrazione glomerulare non permette il passaggio delle grosse molecole proteiche.

#### Sangue
In condizioni fisiologiche non si trova sangue nelle urine. L'ematuria e/o l'emoglobinuria possono essere indice di patologie di diversi distretti:
- L'ematuria renale può essere causata da glomerulonefriti, neoplasie, traumi renali, malformazioni vascolari renali;
- L'ematuria non di origine renale può indicare patologie dell'uretere, della vescica, dell'uretra, dell'apparato genitale maschile e femminile. Ad esempio, sono cause frequenti di ematuria la calcolosi e le infezioni delle vie urinarie.

Per la diagnosi di ematuria il sedimento deve mostrare la presenza di emazie.

#### Urobilinogeno
Normalmente presente in quantità irrilevante, aumenta in caso di epatite, tumori, infezioni, cirrosi,e tutte quelle malattie in cui vi è una compromissione della funzionalità epatiche.
Vi può essere un aumento di urobilinogeno anche in caso di fegato perfettamente funzionante a causa di un aumento della produzione di bilirubina.

### Esame microscopico del sedimento urinario

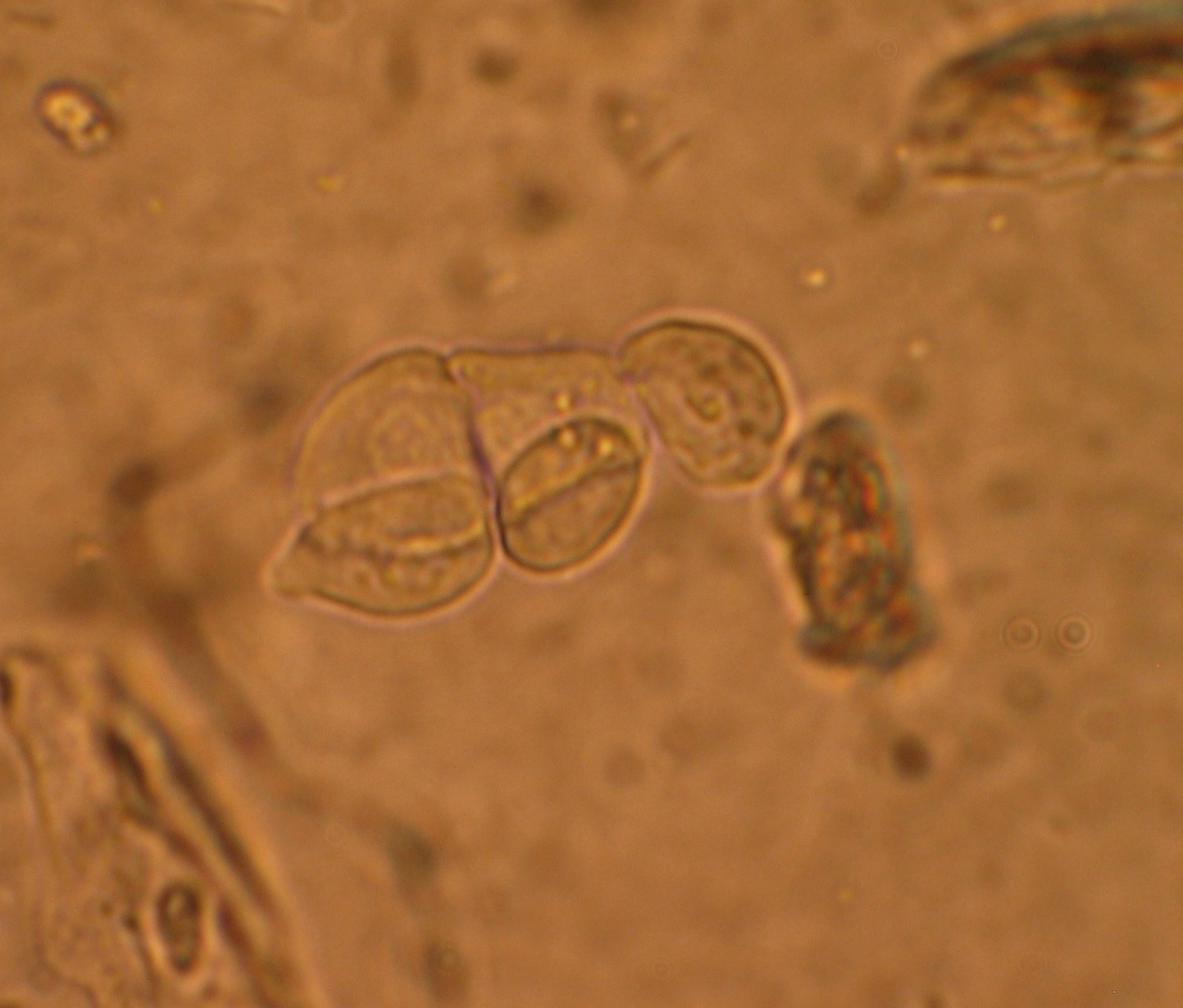
Cellule tubulari epiteliali in un campione di urine

L'esame microscopico serve a valutare le sostanze sospese nell'urina. Riempire una provetta conica da centrifuga con 10 ml di urina ben mescolata e centrifugare a 2000 giri per 5 minuti. Il basso numero di giri serve a evitare la rottura di elementi patologici quali i cilindri.
Scartare il sovranatante, scuotere la provetta e depositare una goccia di sedimento su un vetrino portaoggetti pulitissimo. Coprire con coprioggetto e osservare a 100 ingrandimenti al microscopio con diaframma quasi completamente chiuso.
Una volta esplorato tutto il reperto si può passare a un ingrandimento maggiore. Il sedimento può essere distinto in sedimento organizzato (elementi cellulari) e sedimento non organizzato (sostanze in cristalli).
La presenza di cellule delle basse vie urinarie riconoscibili per la loro forma piatta e il loro piccolo nucleo è da considerarsi fisiologica. La forte presenza di cristalli, di emazie e batteri deve essere valutata attentamente dal medico.

## Funzione
L'esame delle urine è praticato per dimostrare o escludere:
- lesioni strutturali attraverso l'analisi quantitativa e qualitativa delle emazie per lo screening nella differenziazione tra ematurie glomerulari e non glomerulari (urologiche);
- presenza di agenti infettivi attraverso l'analisi quantitativa di batteri, leucociti, miceti per un efficace screening nella diagnosi delle infezioni urinarie;
- alterazioni della funzione renale attraverso la misura della conduttività: parametro utile per la valutazione della diuresi e della capacità di riassorbimento del tubulo renale (marker precoce di alterazioni e danni renali).
- test antidoping e/o antidroga, molti dopanti e stupefacenti vengono eliminati tramite i reni e di conseguenza è possibile verificare l'assunzione di questi da parte dell'esaminato.
- diabete o diabete mellito tipo 2,

La qualità dell'esame urina è direttamente collegata alla qualità del campione raccolto e all'accuratezza dello screening.

## Applicazioni mediche
L'analisi delle urine comprende la valutazione delle proprietà fisiche dell'urina, come il colore e la limpidezza, l'analisi chimica mediante strisce reattive e l'esame microscopico. Le strisce reattive contengono pastiglie impregnate di composti chimici che cambiano colore quando interagiscono con alcuni elementi del campione, come glucosio, proteine e sangue, e l'esame al microscopio permette di contare e classificare gli elementi solidi presenti nell'urina, come cellule, cristalli e batteri.
L'analisi delle urine è uno degli esami di laboratorio più comunemente eseguiti. Viene spesso utilizzato per diagnosticare le infezioni delle vie urinarie e per indagare altri problemi del sistema urinario, come l'incontinenza urinaria. Può essere utilizzato per lo screening delle malattie nell'ambito di un esame fisico. I risultati possono indicare la presenza di condizioni quali malattie renali, epatiche e diabete.

## Test antidroga delle urine
L'analisi delle urine è utilizzata principalmente per il suo basso costo. Il test antidroga delle urine è uno dei metodi di analisi più comunemente utilizzati. Il test immunoenzimatico è l'esame delle urine più comunemente utilizzato. Ci sono state lamentele per il tasso relativamente alto di falsi positivi nell'utilizzo di questo test.
I test antidroga sulle urine verificano la presenza della droga originale o dei suoi metaboliti. I livelli del farmaco o dei suoi metaboliti non sono in grado di prevedere quando il farmaco è stato assunto o la quantità di farmaco consumata dal paziente.